# Die Farmerstochter
Die Farmerstochter (Originaltitel: The Farmer’s Daughter) ist eine US-amerikanische Filmkomödie mit Loretta Young unter der Regie von Henry C. Potter aus dem Jahr 1947. Das Drehbuch entstand nach dem Juurakon Hulda von Hella Wuolijoki. Für ihren Auftritt gewann Loretta Young den Oscar als Beste Hauptdarstellerin.

## Handlung
In einem fiktiven US-Bundesstaat: Katie Holstrom verlässt die Farm ihrer aus Schweden eingewanderten Eltern, um in der Bundeshauptstadt Capitol City die Krankenschwesternschule zu besuchen. Ein Bekannter der Familie, der Anstreicher Adolph Petree, bietet ihr an, sie mitzunehmen. Er baut einen Autounfall, borgt sich das eigentlich für die Schwesternschule vorgesehene Geld von Katie, und macht sich dann aus dem Staub. Katie, die keine Hilfe von ihren Eltern will, tritt eine Stelle als Dienstmädchen bei Agatha Morley und deren Sohn Glenn an, durch die sie das nötige Geld für die Schwesternschule ansparen möchte. Die Morleys sind seit Jahrzehnten eine feste Instanz in der Politik des Bundesstaates, so ist Glenn Abgeordneter im US-Repräsentantenhaus. Die Matriarchin Agatha und der seit Jahrzehnten für die Familie arbeitende Butler Joseph sind von ihrer erfrischenden Art beeindruckt. Auch Glenn fühlt sich zu Katie hingezogen. Auf Empfehlung von Agatha belegt Katie Kurse an der Universität, mit denen sie ihr ohnehin schon gutes Wissen über Politik noch verbessert. Joseph hilft ihr dabei, ihre Qualitäten als Rednerin zu steigern.
Als der Kongressabgeordnete Johnson im Amt stirbt, wollen die Morleys und ihre Partei den Karrierepolitiker Anders J. Finley als Ersatz ins Rennen schicken. Katie missbilligt das, denn Finley ist in seinen bisherigen Ämtern durch Korruption aufgefallen und hat wenig für die Bevölkerung getan. Bei einer öffentlichen Anhörung stellt sie Finley unangenehme Fragen. Die Führer der Opposition sind von Katie beeindruckt und bieten dem völlig überraschten Dienstmädchen an, bei der kommenden Wahl als ihre Kandidatin antreten zu können. Sie muss allerdings ihre Stelle bei den Morleys aufgeben, die nun zu politischen Konkurrenten geworden sind. Glenn hadert mit der Kandidatur von Katie, für die er weiterhin Gefühle gehegt, und ringt sich zu einem freundlichen Verhalten durch. Er gibt Katie sogar einige Tipps für den Wahlkampf. 
Katies Wahlkampf wird zu einem Erfolg und wenige Tage vor der Wahl hat sie den zuvor scheinbar übermächtigen Finley so gut wie eingeholt. Da taucht Adolph Petree wieder auf und möchte seine Bekanntschaft mit Katie versilbern. Ohne Glenns Wissen besticht Finley Petree, damit er gegenüber der Presse behauptet, Katie habe eine Nacht mit ihm verbracht. Das soll Finley doch noch zum Sieg verhelfen. Die durch die Rufschädigung verstörte Katie flüchtet sich auf die Farm ihrer Eltern. Glenn, der von der Verleumdung hört, folgt ihr und macht ihr einen Heiratsantrag. Katies Vater redet den beiden ins Gewissen, sie sollten das Kämpfen nicht aufgeben und Katie doch noch zum Sieg verhelfen.
Agatha Morley, die bislang Finley widerwillig unterstützt hat, erfährt von den Verlobungsabsichten ihres Sohnes. Sie bringt aus dem von Joseph betrunken gemachten Finley heraus, dass dieser nicht nur geheimer Anführer einer rassistisch und ultranationalistisch tickenden Gruppe ist, sondern auch die Stelle, wo er Petree bis nach dem Wahltag versteckt hält. Glenn kann Petree mit der Hilfe von Katies Brüdern Olaf, Sven und Peter aus den Finleys Reichweite holen und zu einem Geständnis über die wahren Tatsachen im Radio bewegen. Auf Druck von Glenn und Agatha Morley kündigt deren Partei ihrem Kandidaten Finley die Unterstützung auf, und Katie siegt haushoch. Am Ende des Films trägt Glenn Katie über die Türschwelle des Repräsentantenhauses.

## Hintergrund
Loretta Young begann ihre Karriere 1928 im Alter von 15 als Leading Lady von Lon Chaney in Laugh, Clown, Laugh. Sie stieg rasch zu einer beliebten Darstellerin romantischer Frauenschicksale auf und war eher für ihre elegante Erscheinung und ihr makelloses Aussehen bekannt als für ihre dramatischen Fähigkeiten. Nach einem langen und erbittert geführten Streit mit Darryl F. Zanuck, dem Chef der 20th Century Fox, arbeitete sie ab 1940 ohne festen Studiovertrag und konnte Mitte der Dekade Gagen von 150.000 US-Dollar verlangen. Die Rechte für das bislang in Amerika unveröffentlichte Theaterstück Hulda, Daughter of Parliament, der finnischen Autorin Hella Wuolijoki (im Credit des Films als Juhni Tervataa angekündigt) lagen bei David O. Selznick, der in der Hauptrolle seinen größten weiblichen Star Ingrid Bergman sah. Selznick, der neben eigenen Produktionen auch zahlreiche Projekte als joint-ventures durch andere Studios realisieren ließ, einigte sich schließlich mit Dore Schary, dem Produktionschef von RKO, über die Verfilmung. Die Besetzung mit Ingrid Bergman scheiterte jedoch am Zerwürfnis zwischen Star und Produzent. Selznick schlug daraufhin Dorothy McGuire für die Hauptrolle vor, die ebenfalls bei ihm unter Vertrag stand. Schary lehnte ab, ebenso wie den nächsten Vorschlag von Selznick, die Hauptrolle an Sonja Henie zu geben. Am Ende einigten sich beide Parteien auf Loretta Young, die kurz vorher einen Vertrag über zwei Filme bei RKO unterschrieben hatte.
Die Schauspielerin war zunächst skeptisch, da sie Probleme sah, sich einen schwedischen Akzent anzueignen. Schließlich übernahm die Sprachtherapeutin Ruth Roberts, die bereits erfolgreich Ingrid Bergman ihren schwedischen Akzent abtrainiert hatte, die Aufgabe, Young entsprechend zu coachen. Nachdem sich beide Parteien auf die Hauptdarstellerin geeinigt hatten, lieh Selznick gegen entsprechend hohe Gagen noch die Schauspieler Joseph Cotten und Ethel Barrymore an RKO aus. Die Dreharbeiten fanden im Spätsommer 1946 statt, doch das Studio brachte den bereits im September 1946 fertiggestellten Film offiziell erst im März 1947 in den Verleih, um ihn noch für die Oscarnominierungen des Jahres zu qualifizieren. Loretta Young wurde für ihre Darstellung für den Oscar als Beste Hauptdarstellerin nominiert, rechnete sich angesichts der Konkurrenz von Joan Crawford in Hemmungslose Liebe und Rosalind Russell in Mourning Becomes Elektra auf der Oscarverleihung 1948 wenig Chancen aus. Wider Erwarten gewann Young am Ende den Preis.
Die Schauspielerin wiederholte ihre Rolle 1954 in einer Episode ihrer Loretta Young Show im Fernsehen.
1962 bildete das Stück erneut die Basis für einen Fernsehfilm, diesmal mit Lee Remick und Peter Lawford. Der Fernsehsender ABC produzierte im Nachgang eine gleichnamige Serie mit Inger Stevens in der Hauptrolle, die von 1963 bis 1966 lief und es am 101 Folgen brachte.

## Kritiken
Das Lexikon des internationalen Films fand ebenfalls lobende Worte: .
Ein Loblied auf das idealistische amerikanische Demokratieverständnis, vorgetragen mit den Mitteln der Komödie. Trotz amüsanter Einzelszenen im ganzen zwiespältig.

## Auszeichnungen
Der Film ging mit zwei Nominierungen in die Oscarverleihung 1948:
- Beste Hauptdarstellerin – Loretta Young – gewonnen
- Bester Nebendarsteller – Charles Bickford